# Čavori
Čavori (cyr. Чавори) – wieś w Czarnogórze, w gminie Kotor. W 2003 roku liczyła 2 mieszkańców.